# Wendy Botha
Wendy Botha (nascida em 22 de agosto de 1965) é a quatro vezes campeã mundial de surf. Em 1987 ela ganhou o seu primeiro título como uma cidadã sul-africana, mais tarde ela tornou-se uma cidadã australiana e ganhou mais três títulos em 1989, 1991 e 1992. Ela também posou nua para a Playboy Austrália para a edição de setembro de 1992.
Botha é casada com Brent Todd, internacional da rugby league da Nova Zelândia e estrela de televisão.
Eles tiveram dois filhos, Jessica e Ethan.
Em 2009 Botha foi convocada para o Passeio da Fama de Surfing  em Huntington Beach, na Califórnia, e também a Mulher do Ano desse ano.